# Rönkforradalom
A rönkforradalom (horvátul: Balvan revolucija, szerbül: Балван револуција), egy felkelés volt, amely 1990. augusztus 17-én kezdődött a Horvát Köztársaság azon területein, ahol jelentős mértékben laktak szerb nemzetiségűek. Nevét onnan kapta, hogy kezdetét rönkökből és nagy sziklákból épített úttorlaszok jellemezték, amelyeket Knin környékén emeltek az ottani szerbek. A rönkforradalom az utak lezárásával és a turisztikai csúcsszezon megszakításával nagy károkat okozott a horvát gazdaságnak. Mivel a lázadás által érintett terület Horvátország központjában található, olyan stratégiai fontosságú utakat és infrastruktúrát érintett, amelyek összekötik Horvátország déli és északi részeit. Az események szuverenitásának és területi integritásának védelmére kényszerítették a horvát kormányt, és a végül a horvát függetlenségi háború kirobbanásához vezettek.

## Története

### Előzmények
A Jugoszláv Kommunisták Szövetségén belül kialakult feszültségek két domináns áramlat létrejöttéhez vezettek. Az egyik oldalon a Szlovén Kommunisták Szövetsége és a Horvátországi Kommunisták Szövetsége állt, amelyekben a többség a társadalom demokratizálása, és a szabad választások mellett döntött, míg a másik oldalon a Szerbiai Kommunisták Szövetsége körüli blokk állt, amely a jugoszláv állam centralizálása és a kommunista uralom fenntartása felé vezető utat hirdette. A két áramlat, függetlenül attól, hogy közöttük a laza szövetség, illetve a konföderáció létrejöttét illetően kompromisszum születhetett, szöges ellentétben állt egymással. A szerb párt vezetése, mely a Jugoszláv Néphadsereg (JNA) erejére támaszkodott, valójában nem volt kész a valódi kompromisszumokra, ráadásul a nagyhatalmak sem akarták, hogy az egységes Jugoszlávia kisebb államokra szakadjon. 1990-ben George H. W. Bush amerikai elnök nyilvánosan kijelentette, hogy nem akar széttöredezett Jugoszláviát, és sok tekintetben szkepticizmussal fogadták a demokratikus Horvátországgal kapcsolatos gondolatokat. Az önálló Horvátország gondolatának ellenfelei mindig visszatértek a nácibarát Független Horvát Állam létrejöttének korszakába, amellyel a horvát önállósági törekvéseket azonosították.
Az 1990. áprilisi és májusi első horvátországi szabad választások előtt a horvátok és a szerbek közötti etnikai kapcsolatok egyre feszültebbé váltak. A nyugat-szerémségi Berak faluban a helyi szerbek barikádokat emeltek, hogy megzavarják a választásokat. Horvátországban a korábbi kormányzatról az új hatalomra való átállás idején a Jugoszláv Néphadsereg „rutinszerű katonai manővert” hajtott végre, amelynek során implicit fenyegetésként ejtőernyős ezredet telepítettek a Zágráb melletti plesói repülőtérre. 1990. május 14-én a Jugoszláv Néphadsereg begyűjtötte a Horvát Területvédelem (Teritojalna Obrana, TO) fegyvereit, ezzel megakadályozva, hogy Horvátországnak saját fegyverei legyenek, és megismétlődjenek a korábban Szlovéniában lezajlott események. Borislav Jović, Jugoszlávia akkori elnöke szerint ez az akció a Szerb Köztársaság utasítására történt. Ez az intézkedés rendkívül sebezhetővé tette Horvátországot Belgrád nyomásával szemben, amelynek vezetése fokozta a horvát határokkal szembeni nyilvános megnyilatkozásokat.
Tiltakozásként a horvátországi szerbek militáns része bizonyos területeken, ahol többséget alkotott, elkezdte megtagadni az új horvát kormánynak való engedelmességet, és 1990 elejétől több találkozót és nyilvános gyűlést tartott ügyük támogatására és tiltakozásul a horvát kormány ellen. Ezek a tiltakozások a szerb nacionalizmust, a központosított Jugoszláviát és Slobodan Miloševićet támogatták. 1990 júniusában és júliusában a horvátországi szerb képviselők nyíltan elutasították Horvát Szocialista Köztársaság alkotmányának módosítását, amely megváltoztatta a köztársaság nevét és új állami jelképeket tartalmazott. A szerb lakosság ezeket a második világháború alatti náci szövetséges Független Horvát Állam szimbólumaihoz kötötte, bár a horvát sakktáblás címer történelmi szimbólum, amely már a Jugoszlávián belüli Horvát Szocialis Köztársaság emblémájában is hivatalosan szerepelt.
1990 nyarán a szétválási folyamat folyamatosan zajlott, melynek során a horvát kormány olyan nyíltan nacionalista és szerbellenesnek tekintett politikákat valósított meg, mint például a szerb cirill írás eltávolítása a közhivatalok levelezéséből. Az 1980-as évek végén számos cikk jelent meg Szerbiában arról, hogy fennáll a veszélye annak, hogy a cirill betűt teljesen felváltja a latin, ami veszélyezteti a szerb nemzeti jelképnek tekintett írásmódot. A feszültség fokozódásával és a háború egyre fenyegetőbbé válásával a közintézményekben dolgozó szerbek kénytelenek voltak aláírni az új horvát kormánynak tett "hűségnyilatkozatot", mert ennek megtagadása pedig azonnali elbocsátást eredményezett volna. A szerbellenes politika különösen a belügyminisztériumban volt szembetűnő, mivel az ott szolgáló szerbek egy részét letartóztatták, mert támogatták a Martić-rendőrségként is ismert krajinai milíciát. Azokra a szerb értelmiségiekre (például Jovan Raškovićra) is nyomást gyakoroltak, akik a Nagy-Szerbia eszméit hirdették.

### Az útlezárások
A Milan Babić és Milan Martić vezette a helyi szerbek 1990 augusztusában Knin központtal kikiáltották a Krajinai Szerb Autonóm Területet (SAO Kninska Krajina), és elkezdték lezárni a Dalmáciát Horvátország többi részével összekötő utakat. A blokád túlnyomórészt a közeli erdőkből kivágott farönkökből készült, ezért is nevezték el az eseményt "rönkforradalomnak". A szervezők Martić által szállított illegális fegyverekkel voltak felfegyverkezve. Mivel szervezett akcióról volt szó, amelyet a nyári turistaszezon idejére időzítettek, és megszakította a szárazföldi összeköttetést Dalmácia népszerű idegenforgalmi régiójához, a horvát turizmusban jelentős gazdasági károk keletkeztek.
A lázadást a szerbek azzal magyarázták, hogy „a horvát kormány terrorizálja őket”, és „több kulturális, nyelvi és oktatási jogért harcolnak”. A „Večernje Novosti” szerb lap azt írta, hogy „2 millió szerb kész Horvátországba menni, hogy harcoljon”. A nyugati diplomaták megjegyezték, hogy a szerb média szítja a szenvedélyeket, a horvát kormány pedig azt mondta: „Tudtunk a forgatókönyvről, amely zűrzavart akar kelteni Horvátországban...”.
A rönkforradalom kisebb összecsapásainak rendőri áldozatai voltak. Az 1990. november 22-ről 23-ra virradó éjszaka egy Obrovac melletti dombon egy horvát rendőrautót lőttek ki és az egyik rendőr, a 27 éves Goran Alavanja, akit hét lövés is ért belehalt sérüléseibe. Az incidensben három szerb nemzetiségű rendőr is részt vett, akiket állítólag egy lázadó szerb fegyveres lőtt le, de a gyilkosság részleteit hivatalosan sohasem sikerült kideríteni. A közvetett bizonyítékok arra utalnak, hogy a gyilkosságot a Simo Dubajić vezette lázadó csoport követte el.
Egy másik, korábbi incidensben Petrinya közelében egy másik horvát rendőrt, Josip Božićevićet lőtték le 1990. szeptember 28-án éjszaka lőfegyverrel, és egy kiszivárgott belügyminisztériumi feljegyzés ezt halálos kimenetelűnek minősítette. 1990. december 21-én Knin, Benkovac, Vojnić, Obrovac, Gračac, Dvor és Hrvatska Kostajnica önkormányzata elfogadta a „Krajinai Szerb Autonóm Régió statútumát”. 1990 augusztusa és 1991 áprilisa között több mint kétszáz fegyveres incidenst jelentettek a lázadó szerbek és a horvát rendőrség között.

## Következmények
1991 áprilisában megkezdődtek a horvátországi függetlenségi háború nyílt összecsapásai. 
Az ügyészséggel kötött vádalku részeként Milan Babić 2006-ban a Nemzetközi Törvényszék (ICTY) előtt lezajlott per során Martić ellen tanúskodott, mondván, hogy Martić „becsapta őt a rönkforradalom során”. Azt is vallotta, hogy az egész horvátországi háború „Martić felelőssége volt, akit Belgrádból irányítottak”. A krajnai horvátok és más nem szerbekkel szembeni etnikai tisztogatások miatt a Törvényszék mindkettőjüket elítélte.

## Fordítás
Ez a szócikk részben vagy egészben  a   Log Revolution című angol Wikipédia-szócikk ezen változatának fordításán alapul.  Az eredeti cikk szerkesztőit annak laptörténete sorolja fel. Ez a jelzés csupán a megfogalmazás eredetét és a szerzői jogokat jelzi, nem szolgál a cikkben szereplő információk forrásmegjelöléseként.